# ロブ・ウェバー
ロブ・ウェバー（Rob Webber、1986年8月1日 - ）は、イングランドの元ラグビーユニオン選手。

## プロフィール
- イングランド・ヨーク出身。
- ポジションはフッカー(HO)。
- 身長 183cm、体重 118kg
- イングランド代表通算キャップ数は16。
- ラグビーワールドカップ2015のイングランド代表に選ばれた[1]。
- 7人制イングランド代表に選ばれたことがある[2]。

## 略歴
リーズ・タイクス、ワスプス、バースを経て、2016年、セール・シャークスに加入。 
2020年、現役を引退した。 